# Cierniogon
Cierniogon, sroka kolcosterna (Temnurus temnurus) – gatunek średniej wielkości ptaka z rodziny krukowatych (Corvidae), zamieszkujący południowo-wschodnią Azję. Nie jest zagrożony.

## Systematyka
Gatunek opisany w 1825 roku przez Coenraada Jacoba Temmincka, który nadał mu nazwę Glaucopis temnura. Jedyny przedstawiciel monotypowego rodzaju Temnurus. Nie wyróżnia się podgatunków.

## Charakterystyka

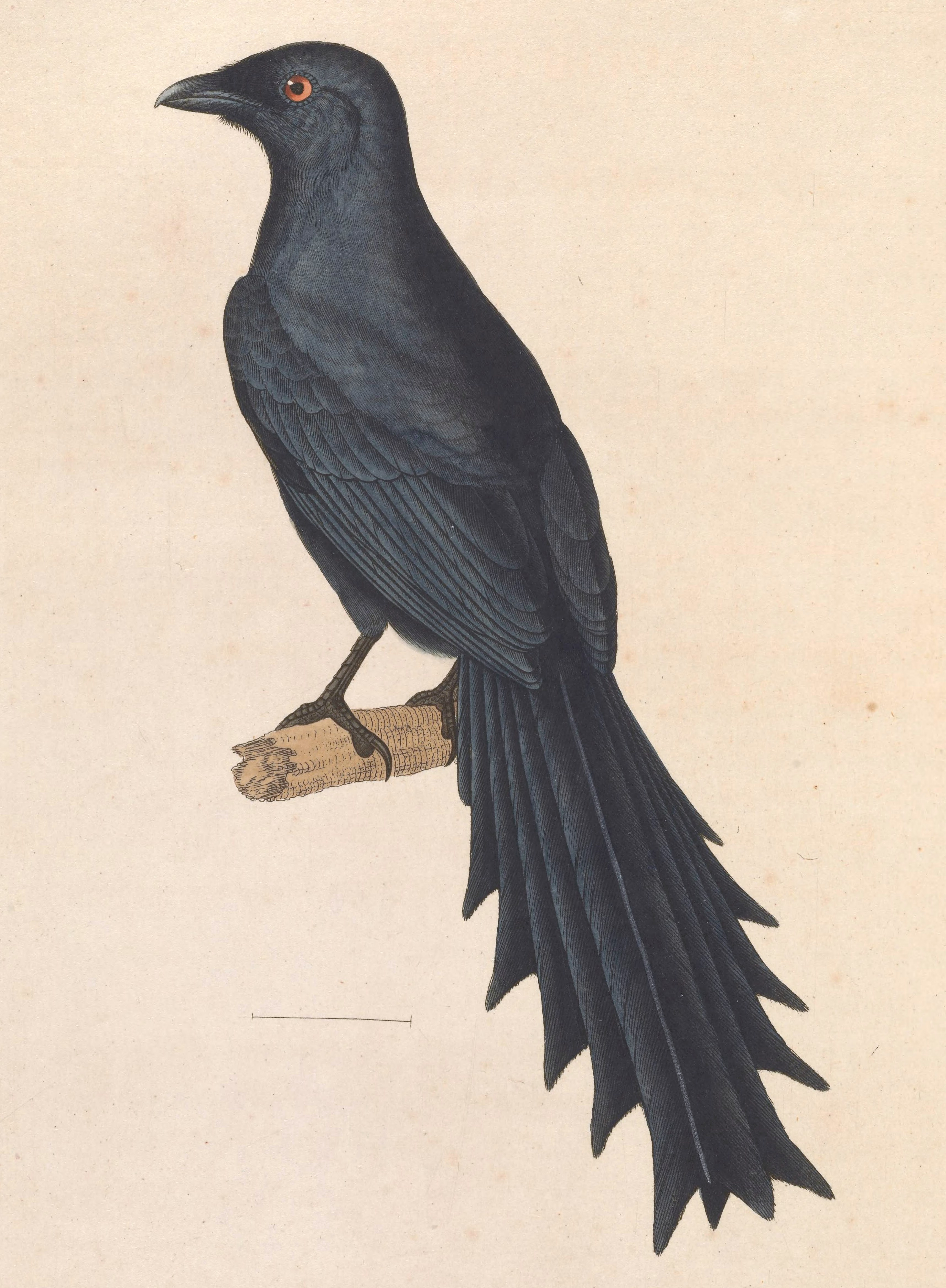
Ilustracja cierniogona z 1838 roku

Ciało cierniogona (łącznie z ogonem) osiąga długość 32–35 cm, przy masie ok. 138 g. Ptak ten ma mocny, zakrzywiony dziób długości ok. 30–31 mm, charakterystyczny podłużny ogon ze szpiczasto wystającymi na zewnątrz sterówkami (kształt opisywany jako przypominający pagodę) osiągający 16–18 cm, nogi o długości skoku 27–28 mm oraz skrzydła o długości 13,8–14 cm.
Głowa czarna, reszta ciała ciemnoszara. Brak wyraźnego dymorfizmu płciowego. Młode osobniki w pierwszym roku życia mają węższe pióra na ogonie, a ich wystające sterówki posiadają mniej zaostrzone i nieco krótsze zakończenia.

## Występowanie
Występuje w Kambodży, Wietnamie i Laosie, głównie wzdłuż Gór Annamskich. Jego obecność odnotowano również na chińskiej wyspie Hajnan oraz na granicy między Tajlandią a Mjanmą. Zamieszkuje wilgotne, wiecznie zielone lasy bambusowe, położone na nizinach oraz wzgórzach, do wysokości 1200–1500 m n.p.m.

## Ekologia
Cierniogony żywią się różnego rodzaju bezkręgowcami oraz owocami. Prowadzą osiadły tryb życia. Mimo iż nie rzucają się zbytnio w oczy, są łatwe do zlokalizowania ze względu na ciągłe nawoływania osobników, zwłaszcza poruszających się w stadach. Spotykane przeważnie pojedynczo lub w parach, choć odnotowano również przypadki przebywania tych ptaków w grupach, będących prawdopodobnie rodzinami. Zaobserwowano także, że łączą się w stada z innymi ptakami podczas poszukiwania pokarmu, przede wszystkim z dziwogonami rajskimi (Dicrurus paradiseus) i różnymi gatunkami ptaków z rodziny tymaliowatych. Latają w sposób raczej niejednostajny i niezgrabny, ale zdarzają się im również momenty długiego szybowania.
Gatunek ten tworzy stosunkowo płytkie gniazda, jako materiał budulcowy wykorzystując gałęzie. Nie zaobserwowano przypadków grupowego gniazdowania. Jaja znoszone w okresie od kwietnia do czerwca.

### Głos
Wydaje bardzo zróżnicowane dźwięki o niejednostajnym natężeniu i wysokości. Zarejestrowano głosy komunikującej się ze sobą pary; jeden z ptaków rozpoczął nawoływanie przenikliwym clipeee, drugi natomiast wydał z siebie szybkie pupu, pupueeee. Kolejne opisywane dźwięki to powtarzane regularnie clee-clee, dwusylabowe, skrzeczące i podwyższające się w tonacji nawoływanie eeup-eeup-eeup, stosunkowo wysokie i ochrypłe rrrrrr oraz szorstkie, powolne i rytmicznie powtarzane graak-graak-graak. Różnice w brzmieniu nawoływań wynikają prawdopodobnie z tego, że mogą służyć do przekazywania sobie wzajemnie ostrzeżeń między poszczególnymi osobnikami.

## Status, zagrożenie i ochrona
Od roku 2004 klasyfikowany jest w Czerwonej Księdze Gatunków Zagrożonych IUCN jako gatunek najmniejszej troski (LC – least concern) ze względu na bardzo szeroki obszar występowania, pomimo obserwowanego trendu spadkowego w rozwoju populacji, do którego przyczyniło się trwające wyniszczanie środowisk zamieszkiwanych przez cierniogony na wyspie Hajnan. Wcześniej, od 1988 roku był klasyfikowany jako gatunek bliski zagrożenia (NT – near threatened). Trend liczebności populacji oceniany jest jako spadkowy.